# Chùa Âng
Chùa Âng (tên Khmer là Angkorajaborey) là một ngôi chùa cổ trong hệ thống chùa Khmer của tỉnh Trà Vinh. Hiện tọa lạc bên Quốc lộ 53 thuộc khóm 4, phường 8, thành phố Trà Vinh, tỉnh Trà Vinh, Việt Nam.

## Lịch sử, kiến trúc
Đây là một trong những ngôi chùa tiêu biểu trong hệ thống 141 ngôi chùa Khmer ở Trà Vinh . Theo Bảng Di tích lịch sử chùa Âng, thì chùa có từ năm 990... Đến năm 1695, ngôi chính điện được xây dựng lại bằng lá tre. Năm 1842, chùa được xây dựng lại bằng gỗ quý (rui, mè và 60 cây cột), lợp ngói và tường xây. Sau đó, chùa còn được trùng tu vài lần nữa .
Chùa nằm cách trung tâm thành phố Trà Vinh khoảng 5 km, nằm trong khuôn viên thắng cảnh Ao Bà Om, và đối diện với Bảo tàng Văn hóa dân tộc Khmer của tỉnh. Chùa nằm trong khuôn viên có diện tích khoảng 4 ha, có hào nước sâu bao bọc, và được xây dựng theo lối kiến trúc trang trí chùa Khmer Nam Bộ.

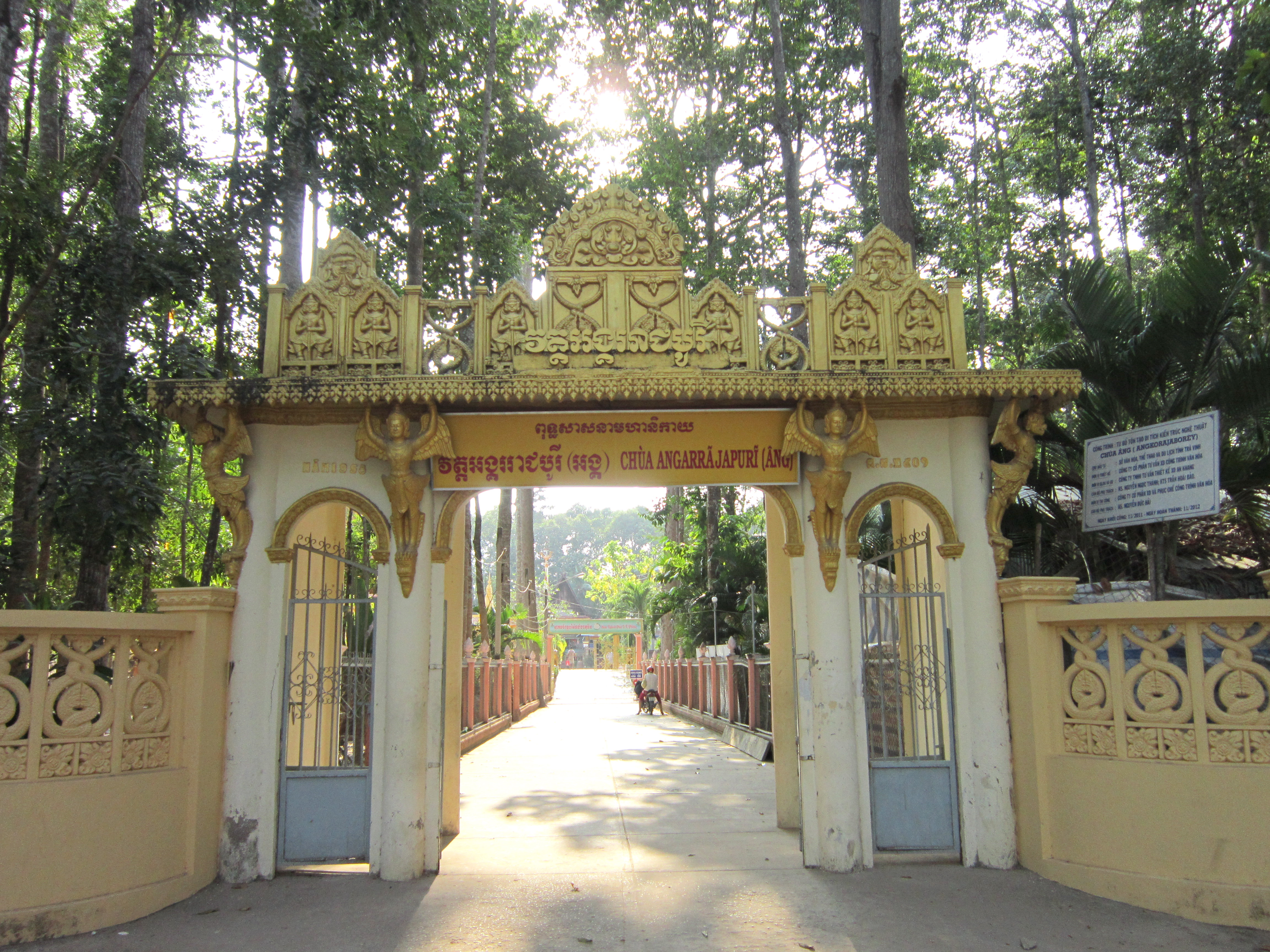
Cổng chùa Âng

Cổng chùa được xây dựng với ba ngọn tháp ở trên, có đắp hình chằn. Hai bên trụ cổng là hình vũ nữ Kẽn naarr và tượng người đầu chim (Krũd).

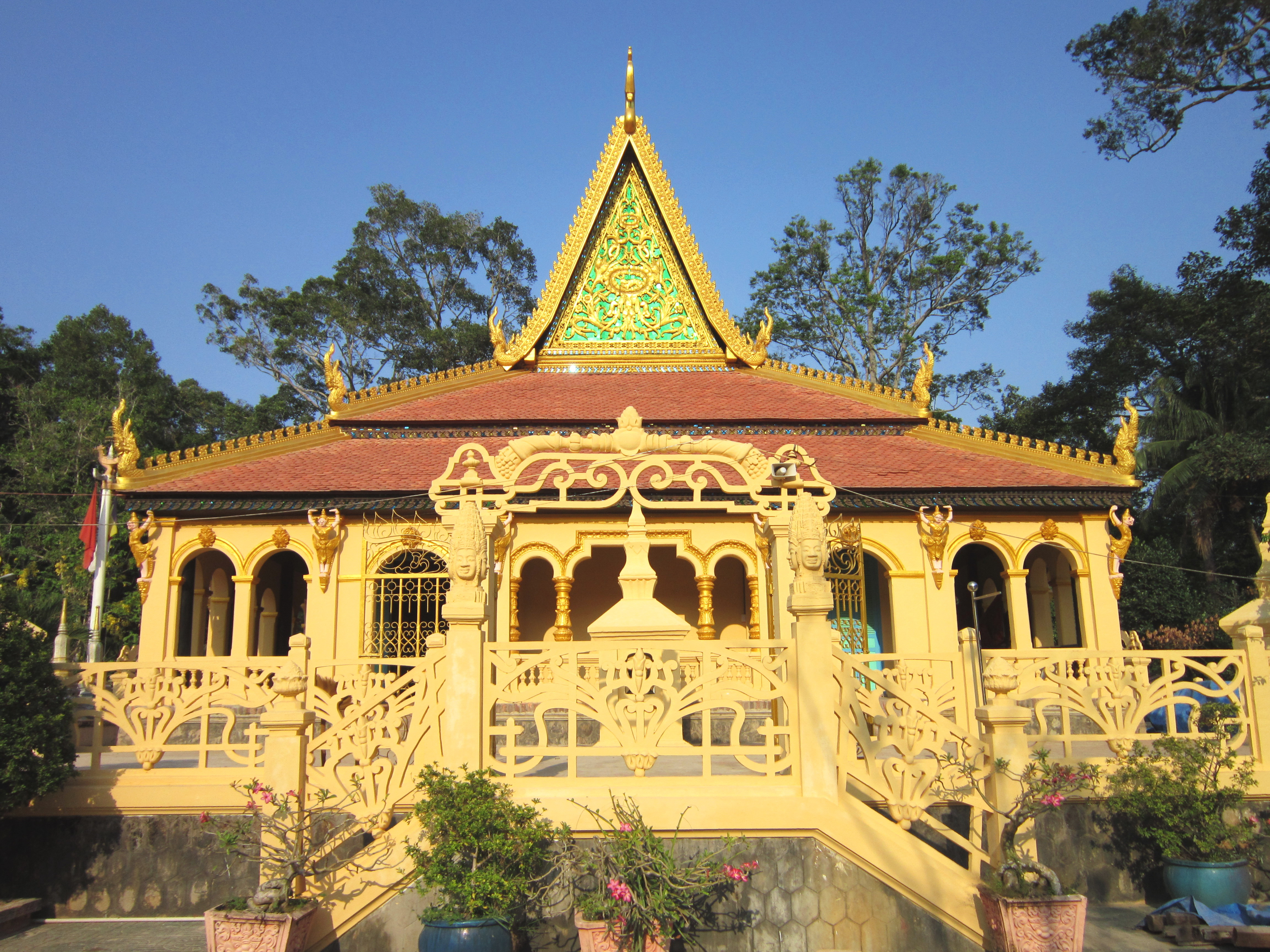
Chính điện chùa Âng (chính diện)

Chánh điện quay về hướng Đông, tọa lạc nên một nền cao 2 m . Mái của chính điện được cấu tạo gồm ba cấp, hai mái trên cùng thì dốc và cao hơn mái còn lại. Các gò mái có thần rắn Naga, đuôi cong vút, tượng trưng cho sự dũng mãnh vĩnh cửu. Ở các đầu cột là những tượng vũ nữ Kẽn naarr và tượng người đầu chim (Krũd) với hai tay chống đỡ mái. Quanh chính điện có trụ cột, hàng rào với đầu thần Bayon bốn mặt. Ngoài ra ở đây còn có tượng chằn Yeak mặc áo giáp với khuôn mặt dữ dằn….
Ngoài ra, trong khuôn viên chùa còn có các hạng mục công trình khác như: trai đường, giảng đường, các Tăng xá và các tháp chứa di cốt...

## Thờ cúng

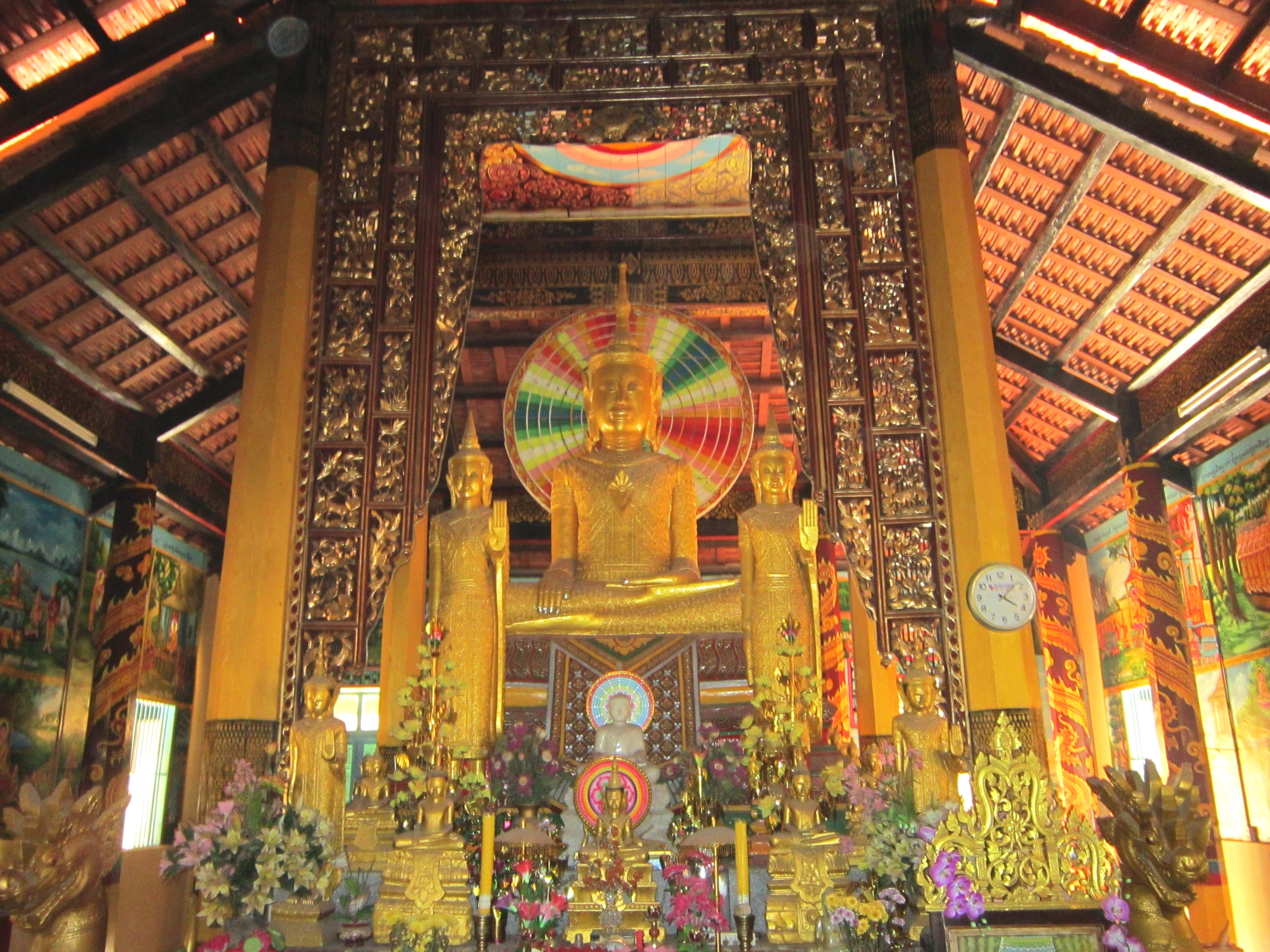
Các tượng Phật Thích Ca trong chính điện

Như bao ngôi chùa thuộc hệ phái Phật giáo Nam tông Khmer khác, bên trong chính điện chùa Âng cũng chỉ thờ duy nhất là Phật Thích Ca. Bệ thờ Phật rộng gần 30 m² gồm bốn bậc. Tượng Phật chính cao 2,1 m. Xung quanh có khoảng 50 tượng Phật khác nhỏ hơn. Ba phía vách chính điện có các bức tranh vẽ kể lại cuộc đời đức Phật Thích Ca. Trần chính điện được trang trí bốn bức bích họa lớn theo chủ đề: Phật Thích Ca đản sinh, xuất gia, đắc đạo và nhập niết bàn. 

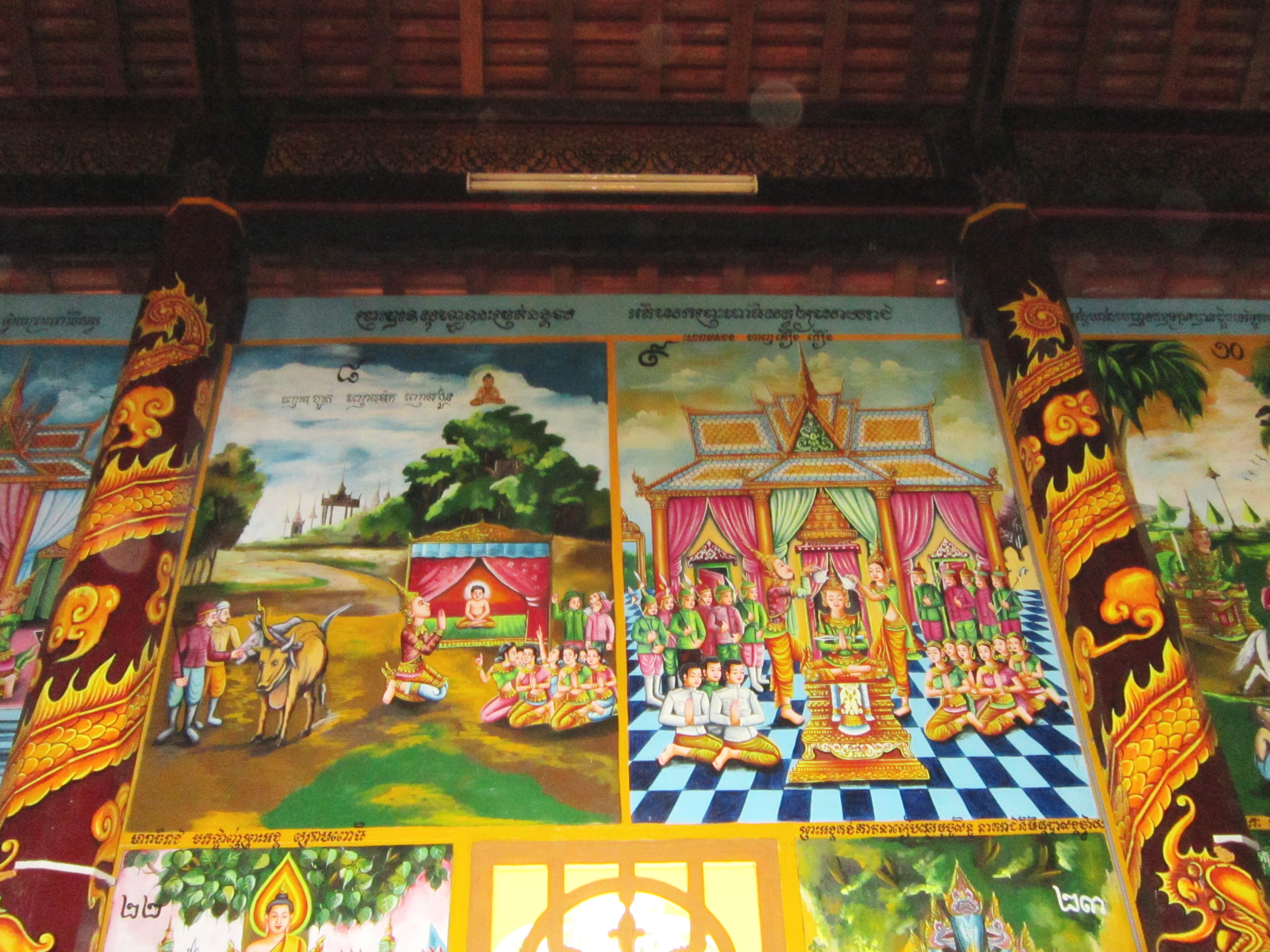
Một trong số bức tranh tường vẽ về cuộc đời Phật Thích Ca trong chính điện

Và cũng như nhiều ngôi chùa Khmer khác, chùa Angkorajaborey không chỉ là nơi tu hành của các vị sư, là nơi thanh niên Khmer đến tu học, mà còn là một trung tâm văn hóa. Hàng năm, lễ hội Ok Om Bok (rằm tháng 10 âm lịch) là lễ hội lớn nhất của chùa.

## Di tích cấp Quốc gia
Ngày 20 tháng 7 năm 1994, Bộ Văn hoá – Thông tin ban hành Quyết định số 921-QĐ/BT công nhận Chùa Âng là Di tích kiến trúc tôn giáo.